# Fissidens subscleromitrius
Fissidens subscleromitrius är en bladmossart som beskrevs av Maurice Bizot och Dury in Bizot 1976. Fissidens subscleromitrius ingår i släktet fickmossor, och familjen Fissidentaceae. Inga underarter finns listade i Catalogue of Life.